# Tullio Levi-Civita
Tullio Levi-Civita (Padova, 29 marzo 1873 – Roma, 29 dicembre 1941) è stato un matematico e fisico italiano.
È stato un grande studioso della matematica pura, e le sue intuizioni geometriche erano particolarmente forti: egli le utilizzò per risolvere un gran numero di problemi di matematica applicata. Dotato di grande versatilità, poteva spaziare in tutti i campi della matematica, affrontando prevalentemente i problemi caratteristici degli indirizzi considerati, apportando ovunque considerevoli miglioramenti e risultati. I suoi studi, insieme con Ricci-Curbastro, sul calcolo differenziale assoluto con coordinate, successivamente elaborato in termini geometrici con l'introduzione della derivazione covariante, sono stati un riferimento fondamentale e la base della struttura matematica della teoria della relatività generale di Einstein, che contribuì a diffondere in Italia.

## Biografia

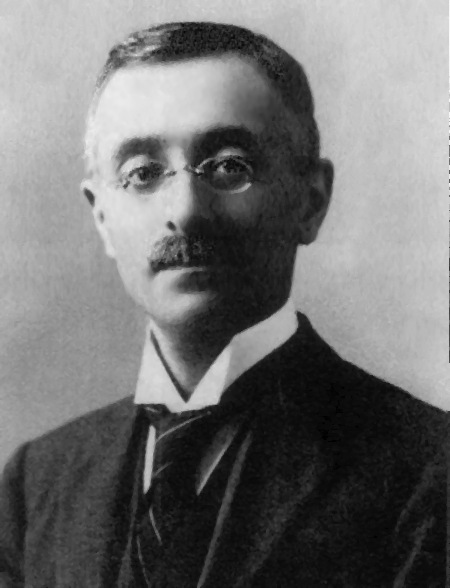
Tullio Levi Civita (1900 circa)

Figlio di Giacomo Levi Civita e Bice Lattes, si laureò presso l'Università degli Studi di Padova, allievo, tra gli altri, di Gregorio Ricci-Curbastro, con cui in seguito collaborò allo sviluppo del calcolo tensoriale, che sarebbe stato alla base della teoria della relatività generale einsteiniana. Negli stessi anni ebbe come docente di Meccanica razionale il matematico Ernesto Padova.
Nel 1898, a soli ventiquattro anni, divenne titolare a Padova della cattedra di Meccanica razionale, disciplina alla quale diede rilevanti contributi e su cui scrisse un grande trattato in collaborazione con Ugo Amaldi. Il 25 giugno 1914, sposò la ventiquattrenne Libera Trevisani, una sua allieva. Nel 1918, fu nominato presso l'Università degli Studi di Roma "La Sapienza" ordinario prima di Analisi superiore, poi di Meccanica: anche qui restò per i successivi vent'anni. Nel 1931 prestò il giuramento di fedeltà al fascismo, ma come il cugino Alessandro Levi decise di farlo "con riserva", ossia scrivendo al rettore che "in alcun modo avrebbe modificato l'indirizzo del proprio insegnamento". Nel 1938 fu rimosso dall'ufficio per le discriminazioni razziali (leggi per la difesa della razza) del governo fascista a causa della sua origine ebraica. Pio XI lo nominò membro della prestigiosa Pontificia accademia delle scienze, permettendogli di avere uno stipendio e di continuare i suoi studi in Italia. Morì isolato dal mondo scientifico nel suo appartamento di Roma, nel 1941. È sepolto nel reparto israelitico del cimitero monumentale del Verano.

## Contributi
Come già detto, Levi-Civita è noto soprattutto per il suo lavoro sul calcolo differenziale applicato alla teoria della relatività. Infatti, pubblicò un famoso articolo in cui sviluppava, basandosi su quanto fatto da Elwin Bruno Christoffel, il calcolo tensoriale, inclusa la differenziazione covariante. Nel 1900 pubblicò poi, insieme con Ricci, la teoria dei tensori (Méthodes de calcul différentiel absolu et leurs applications) in una forma utilizzata da Albert Einstein quindici anni più tardi nella sua teoria.
Hermann Weyl riprese le idee di Levi-Civita in una teoria di unificazione delle forze gravitazionale ed elettromagnetica. Il lavoro di Levi-Civita fu di grandissima importanza nello sviluppo della teoria della relatività, producendo una serie di articoli che trattano in maniera elegante il problema di un campo gravitazionale statico.
La dinamica analitica è stato un altro argomento di studio per Levi-Civita: molti dei suoi articoli, infatti, esaminano il problema dei tre corpi, tema su cui lavorò anche assieme alla futura moglie. Inoltre scrisse articoli anche sull'idrodinamica e sui sistemi di equazioni differenziali alle derivate parziali. È accreditato di aggiunte alle teorie di Cauchy e di Kovalevskaja, da cui derivò un testo datato 1931. Nel 1933 contribuì alla formulazione dell'equazione di Dirac sulla teoria quantistica.

## Riconoscimenti
(Albert Einstein, rispondendo alla domanda su cosa gli piacesse di più dell'Italia.)
La Royal Society gli conferì la Medaglia Sylvester nel 1922 e lo elevò al rango di membro straniero nel 1930. Fu inoltre membro onorario della London Mathematical Society, della Royal Society di Edimburgo, e della Edinburgh Mathematical Society, per la quale tenne un seminario a Saint Andrews. Fu infine membro dell'Accademia dei Lincei e di quella Pontificia.
Gli è stato dedicato il cratere Levi-Civita sulla Luna e un asteroide, 12473 Levi-Civita.
Dal novembre 2016 è inoltre a lui intitolato il Dipartimento di Matematica dell'Università di Padova.

## Principali pubblicazioni

### Articoli
- Tullio Levi-Civita, Sugli infiniti ed infinitesimi attuali quali elementi analitici (Atti del R. Istituto Veneto, 1893, s.7, t.4, p. 1765-1815; ripubblicato in: Opere, v. 1, p. 1-39)
- Tullio Levi-Civita, Sugli invarianti assoluti [Dissertazione di laurea] (Atti del R. Istituto Veneto, 1893-94, s.7, t.5, p. 1447-1523 e p. 1688-1689 correzioni; ripubblicato in: Opere, v. 1, p. 41-100)
- Tullio Levi-Civita, Sui gruppi di operazioni funzionali (Rendiconti del R. Istituto lombardo di scienze e lettere, 1895, s.2, v.28, p. 458-468; ripubblicato in: Opere, v. 1, p. 101-111)
- Tullio Levi-Civita, Alcune osservazioni alla nota Sui gruppi di operazioni funzionali (Rendiconti del R. Istituto lombardo di scienze e lettere, 1895, s.2, v.28, p. 864-873; ripubblicato in: Opere, v. 1, p. 113-123)
- Tullio Levi-Civita, I gruppi di operazioni funzionali e l'inversione degli integrali definiti (Rendiconti del R. Istituto lombardo di scienze e lettere, 1895, s.2, v.28, p. 529-544, 565-577; ripubblicato in: Opere, v. 1, p. 125-152)
- Tullio Levi-Civita, Di una espressione analitica atta a rappresentare il numero dei numeri primi compresi in un determinato intervallo (Atti della R. Accademia dei Lincei. Rendiconti della Classe di scienze fisiche, matematiche e naturali, 1895, s.5, v.41, p. 303-309; ripubblicato in: Opere, v. 1, p. 153-158)
- Tullio Levi-Civita, Sull'inversione degli integrali definiti nel campo reale (Atti della R. Accademia delle scienze di Torino, 1895-96, v.31, p. 25-51; ripubblicato in: Opere, v. 1, p. 159-184)
- Tullio Levi-Civita, Sulla distribuzione indotta in un cilindro indefinito da un sistema simmetrico di masse (Atti della R. Accademia dei Lincei. Rendiconti della Classe di scienze fisiche, matematiche e naturali, 1895, s.5, v.42, p. 332-336; 1896, s.5, v.51, p. 34-40; ripubblicato in: Opere, v. 1, p. 185-198)
- Tullio Levi-Civita, Sugli integrali algebrici delle equazioni dinamiche (Atti della R. Accademia delle scienze di Torino, 1895-96, v.31, p. 816-823; ripubblicato in: Opere, v. 1, p. 199-205)
- Tullio Levi-Civita, Sulle trasformazioni delle equazioni dinamiche (Annali di Mat. pura ed applicata, 1896, s.2, v.24, p. 255-300; ripubblicato in: Opere, v. 1, p. 207-252)
- (FR) Gregorio Ricci e Tullio Levi-Civita, Méthodes de calcul différentiel absolu et leurs applications, in Mathematische Annalen, vol. 54, 1–2, 1901,  pp. 125-201, DOI:10.1007/BF01454201, JFM 31.0297.01.
- Tullio Levi-Civita, Sulla integrazione della equazione di Hamilton-Jacobi per separazione di variabili [On the integration of the Hamilton-Jacobi equation by separation of variables], in Mathematische Annalen, vol. 59, n. 3, 1904,  pp. 383-397, DOI:10.1007/bf01445149, JFM 35.0362.02.
- Tullio Levi-Civita, Nozione di parallelismo in una varietà qualunque, in Rendiconti del Circolo Matematico di Palermo, vol. 42, 1917,  pp. 173-205, DOI:10.1007/BF03014898, JFM 46.1125.02.

### Libri
- T. Levi Civita e Ugo Amaldi, Lezioni di meccanica razionale, Bologna, Zanichelli, 1923.
- T. Levi Civita e Enrico Persico, Fondamenti di meccanica relativistica, Bologna, Zanichelli, 1928. URL consultato il 29 dicembre 2022 (archiviato dall'url originale il 20 aprile 2019).
- T. Levi Civita, Lezioni di calcolo differenziale assoluto, Roma, Alberto Stock Editore, 1925. URL consultato il 29 dicembre 2022 (archiviato dall'url originale il 1º dicembre 2021).
- T. Levi Civita, Caratteristiche dei sistemi differenziali e propagazione ondosa, Bologna, Zanichelli, 1931. URL consultato il 29 dicembre 2022 (archiviato dall'url originale il 9 dicembre 2021).
- T. Levi Civita, Questioni di meccanica classica e relativista, Bologna, Zanichelli, 1924. URL consultato il 29 dicembre 2022 (archiviato dall'url originale il 7 maggio 2021).
- T. Levi Civita, Le problème des n Corps en relativité générale, collana Mémorial des sciences mathématiques, (Parigi, Gauthier-Villars, 1950, ISSN 0025-9187 (WC · ACNP).
- T. Levi Civita e Ugo Amaldi, Nozioni di balistica esterna: secondo il programma stabilito dalla commissione suprema di difesa, Bologna, Zanichelli, 1935.
- T. Levi Civita e Ugo Amaldi, Compendio di meccanica razionale, Bologna, Zanichelli, 1928.
  -  T. Levi Civita e Ugo Amaldi, Cinematica: principi e statica, vol. 1, 1938. URL consultato il 29 dicembre 2022 (archiviato dall'url originale il 21 aprile 2022).
  -  T. Levi Civita e Ugo Amaldi, Dinamica: cenni di meccanica dei sistemi continui, vol. 2, 1938. URL consultato il 29 dicembre 2022 (archiviato dall'url originale il 21 aprile 2022).
  -  T. Levi Civita e Ugo Amaldi, Lezioni di Meccanica Razionale vol. 1 e 2, Edizioni Compomat, 2013.
- T. Levi Civita, Opere matematiche. Memorie e note, Bologna, Zanichelli, 1954-1973.
- Vol. 1: 1893-1900 (PDF), Accademia nazionale dei Lincei. URL consultato il 29 dicembre 2022 (archiviato dall'url originale l'11 giugno 2020).
- Vol. 2: 1901-1907 (PDF), Accademia nazionale dei Lincei. URL consultato il 29 dicembre 2022 (archiviato dall'url originale il 31 gennaio 2020).
- Vol. 3: 1908-1916 (PDF), Accademia nazionale dei Lincei. URL consultato il 29 dicembre 2022 (archiviato dall'url originale il 31 gennaio 2020).
- Vol. 4: 1917-1928 (PDF), Accademia nazionale dei Lincei. URL consultato il 29 dicembre 2022 (archiviato dall'url originale il 31 gennaio 2020).
- Vol. 5: 1929-1937, Accademia nazionale dei Lincei.
- Vol. 6: 1938-1941, Accademia nazionale dei Lincei.